# Гуна Бар Натан
Рав Гуна Бар Натан (ивр. רב הונא בר נתן‎), полное имя Гуна Берия Дэрав Натан (ивр. רב הונא בריה דרב נתן‎) — вавилонский раввин периода пятого и шестого поколения амораев. Он занимал должность экзиларха и политического лидера иудеев в Вавилонии.

## Биография
Потомок династии экзилархов, ведущих своё происхождение от царя Давида. Учил Тору у амораев рав Папа и Амеймар и даже удостоился чести сидеть перед амораем по имени Рава (из глав четвёртого поколения вавилонских амораев) в академии. Период его правления совпадает с периодом деятельности Рава Аши в качестве главы академии Суры.
Рав Гуна Бар Натан имел связи с царём Персидской империи Сасанидов Йездигердом I, который правил в этот период Вавилонией и чьё отношение к иудеям было очень хорошим. Он также был одним из приближённых Йездигерда I и посетителем его дома. Текст «Шахнаме» Пехлави даже упоминает о том, что Гуна Бар Натан был отцом Шошандухт, супруги Йездигерда I.